# Parc de la Brague
Le Parc de la Brague (43° 38′ 43″ N, 7° 03′ 00″ E) est un des parcs départementaux des Alpes-Maritimes. Il s'étend sur 638 hectares sur les communes de Valbonne et de Biot, près de la technopole de Sophia Antipolis.

## Présentation
Il se compose principalement d'une colline et du confluent des rivières du Bruguet et de la Brague.
Une partie du parc de la Brague est protégée, il n'est pas rare d'y croiser des sangliers, des faisans et des hérons.